# Overgave van Alexandrië
De overgave van Alexandrië in augustus 1801 bracht een einde aan de Franse expeditie in Egypte.
De Franse troepen, die verslagen waren door Britse en Ottomaanse troepen, hadden zich teruggetrokken naar Alexandrië, waar ze werden aangevallen tijdens de Belegering van Alexandrië (1801). Op 30 augustus 1801 stelde de Franse generaal Jacques-François Menou de overgave voor, onder voorwaarden die deels werden aangenomen door de Britse generaal John Hely-Hutchinson en admiraal George Elphinstone. De overgave werd door hen ondertekend, samen met Küçük Hüseyin Pasha, als vertegenwoordiger van het Ottomaanse Rijk.
In artikel 16 van de overgave werd bepaald dat de Arabische manuscripten, standbeelden en andere collecties die door de Eerste Franse Republiek buit werden gemaakt, als publieke eigendom zullen worden beschouwd en ter beschikking stonden van de generaals van de Britse en Ottomaanse legers. Als gevolg hiervan werden verschillende Egyptische antiquiteiten, waaronder de Steen van Rosetta, Britse eigendom.
Bij de capitulatie ontdekten de Britten in de haven van Alexandrië de Franse oorlogsschepen Cause, Egyptienne, Justice en Régénérée en twee voormalige Venetiaanse fregatten, de Medusa en de Cerere. Deze werden onder de Britten en de Ottomanen verdeeld. De Britten verwierven de Égyptienne, de Régénérée en de Medusa. De Ottomanen verwierven de overige schepen, alsook het corvet Héliopolis, een schip dat de Fransen  er eerder veroverd hadden in 1798.